# Lajos Marton
Dans le nom hongrois Marton Lajos, le nom de famille précède le prénom, mais cet article utilise l’ordre habituel en français Lajos Marton, où le prénom précède le nom.
Pour les articles homonymes, voir Marton.
 (décembre 2020).
Si vous disposez d'ouvrages ou d'articles de référence ou si vous connaissez des sites web de qualité traitant du thème abordé ici, merci de compléter l'article en donnant les références utiles à sa vérifiabilité et en les liant à la section « Notes et références ».
Lajos Marton, né le 27 avril 1931 à Pósfa, est un militant anticommuniste hongrois faisant partie des trois Hongrois qui participent à l'attentat du Petit-Clamart le 22 août 1962.

## Biographie
Lajos Marton est né en 1931 dans une famille paysanne à Pósfa, un village de l'ouest de la Hongrie. Excellent élève, il veut devenir officier, et intègre très vite l'état-major de l'armée de l'air où il a accès à des informations importantes sur l'organisation du Pacte de Varsovie. Il constitue des dossiers qu'il transmet à l'OTAN par l'intermédiaire de l'Ambassade des États-Unis. En octobre 1956, il participe à l'insurrection de Budapest, et lorsque les Soviétiques attaquent la Hongrie en novembre 1956, il prend la fuite vers la France (la justice hongroise le condamnera à mort par contumace en 1959).
Anticommuniste, il se lie à des milieux militants et militaires français, et participe à l'opération Résurrection en mai 1958 qui contribue à la prise de pouvoir en France de Charles de Gaulle.
Plus tard, il est recruté dans le commando du lieutenant-colonel Bastien-Thiry. Après l'attentat du Petit-Clamart contre de Gaulle, il parviendra à vivre dans la clandestinité pendant plus d'un an et sera condamné à mort par contumace.
Arrêté en septembre 1963, Lajos Marton a droit à un nouveau procès, où il écope d'une peine de 20 ans de prison. Comme la plupart des combattants de l'OAS, il sera gracié et libéré en 1968. Il obtient la nationalité française par son mariage en 1978.
En juillet-août 1983, Lajos Marton fait partie du Commando Omega en tant que "conseiller technique" dans le cadre de l'intervention de la DGSE au Tchad, pour préparer l'opération Manta qui repoussa une offensive sur le Tchad composée de rebelles tchadiens menés par Goukouni Oueddei et dirigée en sous-main par Mouammar Kadhafi.
Il conte ses souvenirs dans le livre Il faut tuer de Gaulle, publié en 2002, avec notamment des détails inédits sur l'attentat du Petit-Clamart. Ces mémoires sont éditées en 2003 en Hongrie sous le titre Meg kell ölni De Gaulle-t.
À partir de 2004, Lajos Marton effectue des démarches en Hongrie pour avoir accès aux archives secrètes communistes le concernant. Il obtient plus de 1 100 pages le concernant. Parmi toutes les informations révélées par ces archives secrètes, on y apprend notamment que les services secrets communistes hongrois ont essayé d'utiliser l'attentat du Petit-Clamart pour brouiller les relations franco-allemandes, en tentant de faire accréditer la thèse que les trois Hongrois de l'attentat avaient été recrutés par les services secrets ouest-allemands.
Le 16 avril 2005, il témoigne dans l'émission Tout le monde en parle sur France 2 présentée par Thierry Ardisson.
La découverte de ces documents secrets ainsi que le souhait de compléter son récit (en partie remanié par les Éditions du Rocher) a poussé Lajos Marton à rééditer ses mémoires en 2011, en France comme en Hongrie.

## Ouvrages
- Il faut tuer de Gaulle (Éditions du Rocher, 2002)
  - Traduction hongroise : Meg kell ölni De Gaulle-t, Kossuth Kiadó, 2003
- Életem a Hazáé, Hatvannégy Vármegye Alapítvány a Magyarság Önrendelkezéséért, 2011
  - Traduction française : Ma vie pour la patrie, Boulogne-Billancourt, Éditions les amis du livre Européen, 376 p., 2012.
  - Traduction polonaise : Moje życie dla Ojczyzny!, Biała Podlaska, ARTE - Agencja wydawniczo-reklamowa, 2015